# جوليوس وإيثل روزنبرغ

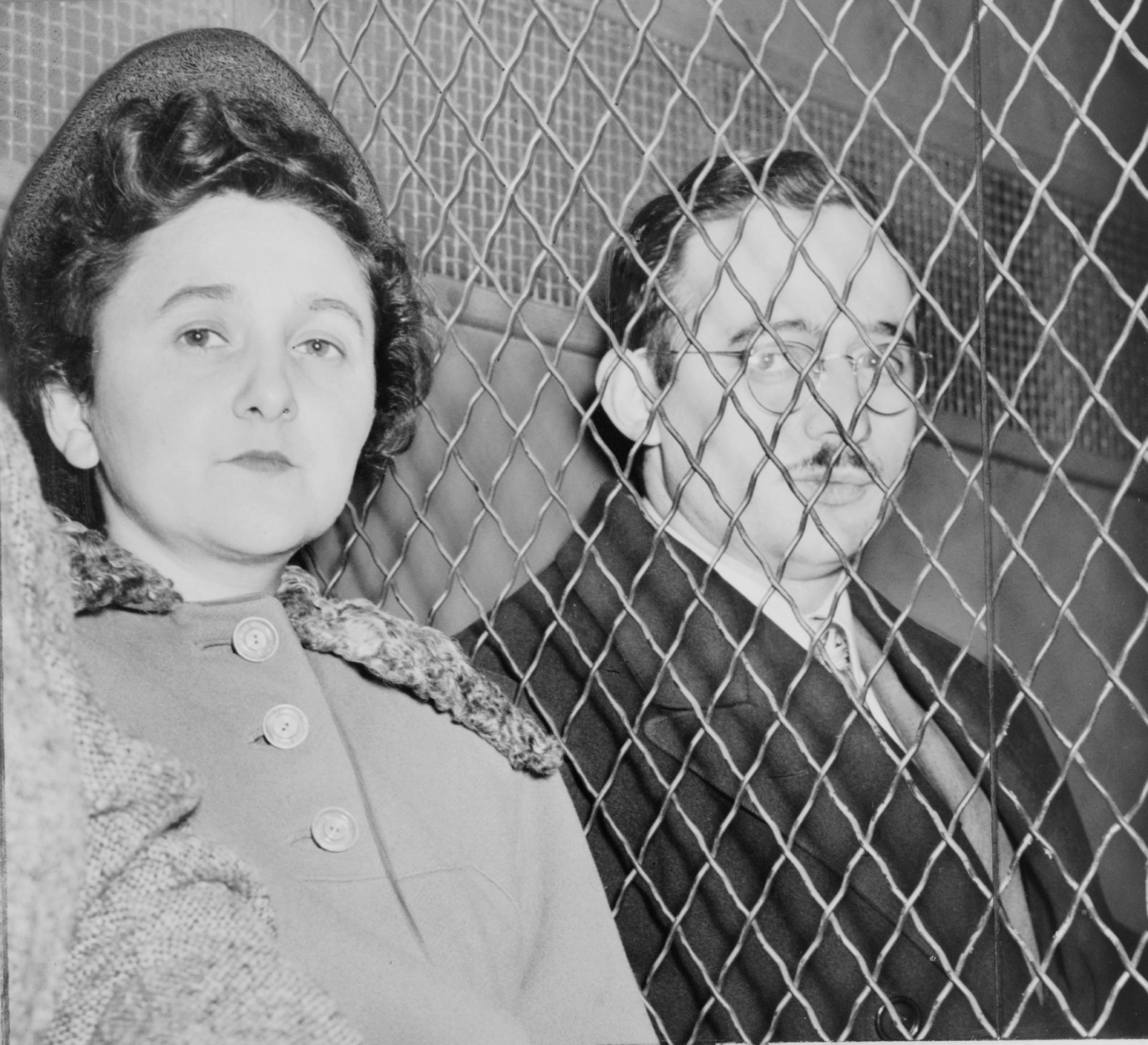
جوليوس وإيتيل روزنبرغ

جوليوس وإيتيل روزنبرغ (بالإنجليزية: Julius and Ethel Rosenberg) زوجين شيوعيين من أصل يهودي من مدينة نيويورك ادينا بتهمة التجسس للاتحاد السوفيتي سنة 1950 وتم الحكم عليهما بالإعدام بالكرسي الكهربائي الذي نفذ فيهما سنة 1953 في سجن سنج سنج.

## أنظر أيضًا
- ألكسندر فاسيلييف